# Sammlung Dammann
Als Sammlung Karin und Gerhard Dammann wird eine  Privatsammlung bezeichnet, die insbesondere Kunstwerke der Art brut beinhaltet. Die Sammlung wurde durch das Schweizer Ehepaar Karin und Gerhard Dammann ab 1995 zusammengestellt und seither ausgebaut.

## Geschichte
Als Medizinstudent beschäftigte sich Gerhard Dammann mit der Kunst von Psychotikern und Psychiatrieerfahrenen, war im Rahmen seiner Famulatur mehrere Monate als Praktikant in der Sammlung Prinzhorn der Universität Heidelberg tätig und erwarb zu dieser Zeit erste Arbeiten aus dem Bereich „Outsider Art“ und „Art Brut“. Den Anfang der Sammlung bildeten eine Collage von Adolf Wölfli, eine Zeichnung von Louis Soutter, ein Bild von Johann Hauser sowie das Musikinstrument von Gustav Mesmer. Vermehrt und systematisch zu sammeln begann er nach der Heirat zusammen mit seiner Frau Karin ab Ende der 1990er Jahre. Die erworbenen Werke platzierten sie ab 1995 in ihrer großen Münchener Wohnung. Zunächst erwarben sie Arbeiten von Kunstschaffenden des Art/Brut Center Gugging, darunter Aquarelle von Oswald Tschirtner und Zeichnungen von Franz Kamlander. Ab dem Jahr 2000 ergänzten sie die Sammlung um weitere Outsider Art von Albert Louden, Sava Sekulić und Michel Nedjar. 2003 kauften sie einen Großteil der im Atelier „La Tinaia“ geschaffenen Werke sowie historische in Psychiatrien entstandene Art Brut.
Gerhard Dammann war Leiter der Psychiatrischen Klinik Münsterlingen am Bodensee und der Psychiatrischen Dienste Thurgau als Ärztlicher Direktor und Spitaldirektor und vertraut mit den Sammlungsansätzen von Jean Dubuffet und Hans Prinzhorn. Dokumentiert, fotografiert, digitalisiert und inventarisiert wird die Sammlung durch Karin Dammann.

## Sammlung
Die Kollektion umfasste 2006 etwa 100 künstlerische Arbeiten von Autodidakten, aus dem Bereich Naive Kunst und Outsider Art und wuchs bis 2014 auf etwa 300 Werke „ausgesuchter Qualität“ an. Im Jahr 2023 bestand die Sammlung aus über 1000 Exponaten. Den Grundstock der Sammlung bildet eine Auswahl von Klassikern der Art Brut. Dazu gehören Werkserien der Gugginger Künstler Johann Hauser, August Walla und Oswald Tschirtner aus den frühen 1970er Jahren sowie Arbeiten aus den offenen Ateliers der Psychiatrie von „La Tinaia“ in Florenz. Außerdem befinden sich fünf von fünfzehn Arbeiten, die aus der Originalsammlung Prinzhorn abgegeben wurden, in der Sammlung Dammann, drei Arbeiten von Else Blankenhorn und zwei Blätter von August Klett. Daneben finden sich auch außergewöhnliche Arbeiten: ein geschnitztes Bett aus massiver Eiche, entstanden um 1880 in einer Anstalt bei Chartres, oder ein auf 1720 datiertes Blatt, das als älteste bekannte Arbeit der Outsiderkunst überhaupt gilt.
In der Sammlung vertretene Kunstschaffende (Auswahl):
- Horst Ademeit (1937–2010)
- Abraham Beurer
- Else Blankenhorn (1873–1920)
- Ilija Bašičević (1895–1972)
- Karl Burkhard (1927–2001)
- Aloïse Corbaz (1886–1964)
- Domsic Janko (1915–1983)
- James Edward Deeds (1908–1987)[5]
- Anton Dobay (1906–1986)
- Adelheid Duvanel (1939–1996)
- Martin Erhard (1907–1979)
- Guo Fengyi (1942–2010)
- Johann Fischer (1919–2008)
- Johann Garber (* 1947)
- Giordano Gelli (1928–2011)[8]
- Paul Goesch (1885–1940)
- Martha Grünenwaldt (1910–2008)
- Johann Hauser (1926–1996)
- Miguel Hernandez (1893–1967)
- Rudolf Horacek (1915–1986)
- Franz Huemer (1924–2012)
- Karl Junker (1850–1912)
- Franz Kamlander (1920–1999)
- Franz Kernbeis (1935–2019)[9]
- August Klett (1864/65–1928)
- Fritz Koller (1929–1994)
- Dusan Kusmic (1925–1990)
- Albert Louden (* 1942)
- Erhard Martin (1907–1979)
- Gustav Mesmer (1903–1994)
- Edmund Monsiel (1897–1962)
- Francisco Motolese (1915–1988)
- Heinrich Anton Müller (1869–1930)
- Michel Nedjar (* 1947)
- Vaslav Nijinsky (1889–1950)
- Davide Mansueto Raggio (1926–2002)
- Helene Reimann (1893–1987)
- Hans Schärer (1927–1997)
- Philipp Schöpke (1921–1998)
- Sava Sekulić (1902–1989)
- Franca Settembrini (1947–2003)
- Lewis Smith (1907–1998)
- Louis Soutter (1871–1942)
- Walter Arnold Steffen (1924–1982)
- Alfred Stief (1952–2022)
- Oswald Tschirtner (1920–2007)
- Oskar Voll (1876–1935)
- August Walla (1936–2001)
- Josef Wittlich (1903–1982)
- Adolf Wölfli (1864–1930)
- Unica Zürn (1916–1970)[3][4][10]

## Ausstellungen (Auswahl)
- 2006–2007: Wanderausstellung: „wahnsinn sammeln – Outsider Art aus der Sammlung Dammann“:
  - 2006/2007: Sammlung Prinzhorn, Heidelberg
  - 2007: Medizinhistorisches Museum der Universität Zürich
  - 2007: Ernst Barlach Haus, Hamburg
- 2013–2015: Wanderausstellung: „wahnsinn sammeln II – Outsider Art aus der Sammlung Dammann“:
  - 2013/2014: Open art museum, St. Gallen
  - 2014/2015: Stadthaus Ulm[4]

Neben den eigenen Ausstellungen werden Werke aus der Sammlung Dammann auch für andere Ausstellungen verliehen.